# Kanuslalom-Europameisterschaften 2018
Die Kanuslalom-Europameisterschaften 2018 fanden in Prag, Tschechien, unter der Leitung des Europäischen Kanuverbandes (ECA) statt. Es war die 19. Ausgabe des Wettbewerbs und sie fanden vom 1. bis zum 3. Juni 2018 im Prague-Troja Canoeing Centre statt.
Das C2-Event der Herren hatte seinen letzten Auftritt bei großen internationalen Wettbewerben, nachdem die ICF beschlossen hatte, dieses Event aus dem Weltcup- und WM-Programm zu nehmen.

## Ergebnisse
Insgesamt wurden zehn Wettbewerbe austragen.

### Männer

#### Canadier
| Wettbewerb | Gold                                                                                       | Gold   | Silber                                                                                    | Silber | Bronze | Bronze |
| ---------- | ------------------------------------------------------------------------------------------ | ------ | ----------------------------------------------------------------------------------------- | ------ | --- | ------ |
| C1         | Ryan Westley                                                                               | 95,48  | Adam Burgess                                                                              | 97,05  | Tomáš Rak | 97,59  |
| C1 Team    | FrankreichDenis Gargaud Chanut Pierre-Antoine Tillard Cédric Joly                          | 110,04 | SlowakeiAlexander Slafkovský Michal Martikán Marko Mirgorodský                            | 110,99 | TschechienVítězslav Gebas Lukáš Rohan Tomáš Rak                                                                        | 111,58 |
| C2         | TschechienJonáš Kašpar/Marek Šindler                                                       | 107,99 | DeutschlandRobert Behling/Thomas Becker                                                   | 108,86 | TschechienOndřej Karlovský/Jakub Jáně                                                                                  | 109,09 |
| C2 Team    | DeutschlandRobert Behling/Thomas Becker Franz Anton/Jan Benzien David Schröder/Nico Bettge | 122.53 | TschechienOndřej Karlovský/Jakub Jáně Tomáš Koplík/Jakub Vrzáň Jonáš Kašpar/Marek Šindler | 126.64 | FrankreichGauthier Klauss/Matthieu Péché Nicolas Scianimanico/Hugo Cailhol Pierre-Antoine Tillard/Denis Gargaud Chanut | 133.53 |

#### Kajak
| Wettbewerb | Gold                                             | Gold   | Silber                                              | Silber | Bronze                                             | Bronze |
| ---------- | ------------------------------------------------ | ------ | --------------------------------------------------- | ------ | -------------------------------------------------- | ------ |
| K1         | Peter Kauzer                                     | 91,02  | Vít Přindiš                                         | 91,53  | Jiří Prskavec                                      | 91,87  |
| K1 Team    | TschechienJiří Prskavec Vít Přindiš Ondřej Tunka | 101,79 | PolenMateusz Polaczyk Dariusz Popiela Michał Pasiut | 105,44 | SlowenienPeter Kauzer Martin Srabotnik Niko Testen | 108,02 |

### Frauen

#### Canadier
| Wettbewerb | Gold                                                                 | Gold   | Silber                                            | Silber | Bronze                                               | Bronze |
| ---------- | -------------------------------------------------------------------- | ------ | ------------------------------------------------- | ------ | ---------------------------------------------------- | ------ |
| C1         | Viktoria Wolffhardt                                                  | 119,01 | Mallory Franklin                                  | 119,58 | Elena Apel                                           | 122,39 |
| C1 Team    | Vereinigtes KönigreichMallory Franklin Kimberley Woods Bethan Forrow | 140,75 | FrankreichLucie Prioux Lucie Baudu Claire Jacquet | 146,89 | SpanienNúria Vilarrubla Miren Lazkano Klara Olazabal | 152,25 |

#### Kajak
| Wettbewerb | Gold                                                    | Gold   | Silber                                                    | Silber | Bronze                                                        | Bronze |
| ---------- | ------------------------------------------------------- | ------ | --------------------------------------------------------- | ------ | ------------------------------------------------------------- | ------ |
| K1         | Ricarda Funk                                            | 100,96 | Corinna Kuhnle                                            | 102,32 | Fiona Pennie                                                  | 102,91 |
| K1 Team    | DeutschlandRicarda Funk Jasmin Schornberg Lisa Fritsche | 118,26 | ÖsterreichCorinna Kuhnle Lisa Leitner Viktoria Wolffhardt | 120,81 | TschechienKateřina Kudějová Veronika Vojtová Barbora Valíková | 121,20 |

## Medaillenspiegel
| Platz  | Land                   | Gold | Silber | Bronze | Gesamt |
| ------ | ---------------------- | ---- | ------ | ------ | ------ |
| 1      | Deutschland            | 3    | 1      | 1      | 5      |
| 2      | Tschechien             | 2    | 2      | 5      | 9      |
| 3      | Vereinigtes Königreich | 2    | 2      | 1      | 5      |
| 4      | Österreich             | 1    | 2      | 0      | 3      |
| 5      | Frankreich             | 1    | 1      | 1      | 3      |
| 6      | Slowenien              | 1    | 0      | 1      | 2      |
| 7      | Polen                  | 0    | 1      | 0      | 1      |
| 7      | Slowakei               | 0    | 1      | 0      | 1      |
| 9      | Spanien                | 0    | 0      | 1      | 1      |
| Gesamt |                        | 10   | 10     | 10     | 30     |